# Painkiller (Miniserie)
Painkiller ist eine im August 2023 veröffentlichte US-amerikanische Miniserie von Micah Fitzerman-Blue und Noah Harpster. Die für den Streaminganbieter Netflix produzierte Dramaserie, die aus sechs Folgen besteht, basiert auf zwei in The New Yorker erschienenen Artikeln; The Family That Built an Empire of Pain (geschrieben von Patrick Radden Keefe) und Pain Killer: An Empire of Deceit and the Origin of America’s Opioid Epidemic (von Barry Meier), die sich dem Hauptverantwortlichen des Beginns der Opioidkrise in den Vereinigten Staaten, dem Hersteller des Schmerzmittels Oxycontin, Purdue Pharma und der dahinterstehenden Familie Sackler widmen.

## Handlung
Die Serie erzählt in überwiegend fiktionalen Handlungssträngen die Ursprünge und Folgen der realen Opioidkrise in den 1990er Jahren in den Vereinigten Staaten. Einen roten Faden bilden die Erinnerungen von Edie Flowers, die als Ermittlerin der Staatsanwaltschaft an der Aufdeckung der Wahrheit über die Verbreitung des Opioid Oxycodon durch das Pharmaunternehmen Purdue Pharma arbeitete. Es wird gezeigt, welche Konsequenzen die breit angelegte Vermarktung dieses Schmerzmittels auf die Menschen hat und wie es ihr Leben für immer verändert. Es wird der Schuldfrage nachgegangen und das System untersucht, dem vor allem in den USA immer wieder Menschen zum Opfer fallen. Ein Beispiel ist der Automechaniker Glen Kryger, den nach einem Arbeitsunfall auch nach der Reha-Maßnahme immer noch starke Schmerzen plagen. Ihm wird als einzige Nebenwirkung des Schmerzmittels Verstopfung genannt, während er den Pillen verfällt. Kryger ist nur ein Beispiel von Tausenden, und so wird der Beginn der Opioidkrise gezeigt. Schon bald richtet sich der Fokus der Ermittlungen auf die Familie Sackler, die hinter dem Unternehmen Purdue Pharma steht, mit dem Leid von Menschen Geschäfte macht und sich ihrer Verantwortung entzieht.

## Episodenliste
| Nr. (ges.) | Nr. (St.) | Deutscher Titel             | Originaltitel                               | Erstveröffentlichung USA | Deutschsprachige Erstveröffentlichung (D/A/CH) | Regie      | Drehbuch                                             |
| ---------- | --------- | --------------------------- | ------------------------------------------- | ------------------------ | ---------------------------------------------- | ---------- | ---------------------------------------------------- |
| 1          | 1         | Die Erste und die Letzte    | The One to Start With, The One to Stay With | 10. Aug. 2023            | 10. Aug. 2023                                  | Peter Berg | Micah Fitzerman-Blue & Noah Harpster                 |
| 2          | 1         | Pillen waren sein Sakrament | Jesus Gave Me Water                         | 10. Aug. 2023            | 10. Aug. 2023                                  | Peter Berg | Micah Fitzerman-Blue & Noah Harpster                 |
| 3          | 1         | Ein Jahrhundertschneesturm  | Blizzard of the Century                     | 10. Aug. 2023            | 10. Aug. 2023                                  | Peter Berg | Will Hettinger, Micah Fitzerman-Blue & Noah Harpster |
| 4          | 1         | Es wird angenommen          | Is Believed                                 | 10. Aug. 2023            | 10. Aug. 2023                                  | Peter Berg | Boo Killebrew & Micah Fitzerman-Blue & Noah Harpster |
| 5          | 1         | Heiß! Heiß! Heiß!           | Hot! Hot! Hot!                              | 10. Aug. 2023            | 10. Aug. 2023                                  | Peter Berg | Boo Killebrew & Micah Fitzerman-Blue & Noah Harpster |
| 6          | 1         | Was ist ein Name            | What's in a Name?                           | 10. Aug. 2023            | 10. Aug. 2023                                  | Peter Berg | Micah Fitzerman-Blue & Noah Harpster                 |

## Produktion
Die Filmproduktion der Netflix-Originals-Serie begann im April 2021 in Toronto und endete im November 2021. Regie führte Peter Berg.